# 保罗·汉利
保羅·杭利（英語：Paul Hanley，1977年11月12日—）是一位澳洲職業網球運動員，1997年轉職業，雙打方面的成績較為出色。他的雙親傑（Jay）與茱蒂（Judy）共同擁有網球中心，這也是杭利生涯追求此項運動的原因之一。
2005年溫布頓錦標賽，他與塔蒂亞娜·彼伊比耶尼斯搭擋，他們闖入混雙決賽，結果負於马赫什·布帕蒂與玛丽·皮尔斯組合。他現在的搭擋是盧卡斯·德勞希。然而，他與韋恩·亞瑟斯、凱文·烏利耶特也有良好的合作關係。2006年，杭利被選為澳洲台維斯盃代表隊之一，獲得3勝3勝的結果。杭利的最高雙打排名為第5。2011年澳洲公開賽，他與台灣選手詹詠然闖入混雙決賽，雖然逼入第三盤，但是仍然不敵丹尼尔·内斯特與卡塔琳娜·斯雷博特尼克組合。

## 外部連結
- 保罗·汉利（英文/西班牙文）的官方資料
- 保罗·汉利的國際網球總會 職業／青少年 官方資料（英文）
- 保罗·汉利的官方資料（英文）
- Paul Hanley – Player Profiles - Players and Rankings - News and Events - Tennis Australia （页面存档备份，存于） （英文）